# Pentatlo moderno nos Jogos Olímpicos de Verão de 1952
O pentatlo moderno nos Jogos Olímpicos de Verão de 1952 foi disputado na cidade de Helsinque, Finlândia.
Pela primeira vez foi também realizado a competição por equipes nos Jogos Olímpicos.

## Masculino

### Individual
| Pos. | País          | Atletas       | Pontos |
| ---- | ------------- | ------------- | ------ |
|      | Suécia (SWE)  | Lars Hall     | 32     |
|      | Hungria (HUN) | Gabor Benedek | 39     |
|      | Hungria (HUN) | István Szondy | 41     |

### Equipes
| Pos. | País            | Atletas                                    | Pontos |
| ---- | --------------- | ------------------------------------------ | ------ |
|      | Hungria (HUN)   | Gabor Benedek István Szondy Aladár Kovacsi | 166    |
|      | Suécia (SWE)    | Lars Hall Torsten Lindqvist Claes Egnell   | 182    |
|      | Finlândia (FIN) | Olavi Mannonen Lauri Vilkko Olavi Rokko    | 213    |